# دانیل جانیکیان
دانیل جانیکیان (ارمنی: Դանիէլ Ջանջիգյան؛ زادهٔ ۱ مهٔ ۱۹۷۲ در شیکاگو) بازیگر سینما و ورزشکار رشته بابسلد اهل ارمنستان-ایالات متحده آمریکا است که همراه با یورگو آلکساندرو به نمایندگی از ارمنستان در رشته دو نفره بابسلد مردان در بازی‌های المپیک تابستانی ۲۰۰۲ در سالت‌لیک‌سیتی به رقابت پرداخت و به مقام ۳۳ام رسید.

## ابتدای زندگی و تحصیلات
وی در ۱ مه ۱۹۷۲ در شیکاگوی ایلینوی به دنیا آمد. اجداد وی از ارمنی‌های ترابزون بودند و از نجات یافتگان واقعه نسل‌کشی ارمنی‌ها در سال ۱۹۱۵ بودند که به ایالات متحده آمریکا مهاجرت کردند. جانیکیان در ساراتوگا، کالیفرنیا بزرگ شده‌است و در سال ۱۹۹۶ از دانشگاه ایالتی پلی‌تکنیک کالیفرنیا واقع در سان لوئیس اوبیسپو، کالیفرنیا فارغ‌التحصیل شده‌است.

## فعالیت‌های ورزشی
وی به همراه یورگو آلکساندرو در رشته بابسلد در ترکیب کاروان ورزشی ارمنستان در بازی‌های المپیک زمستانی ۲۰۰۲ به رقابت پرداخت.

## گزیده فیلمشناسی
از فیلم‌ها یا برنامه‌های تلویزیونی که وی در آن نقش داشته‌است می‌توان به اتاق (۲۰۰۳) در نقش کریس-آر اشاره کرد.